# 南康志
《南康志》（此为讹用，此南康应为南康军），又称《南康府志》，由江西南康军郡守朱端章于南宋淳熙年间(1174～1189年)著，明代福建大田人田琯编修。田琯，隆庆末进士，官至南康府知府，其书成于万历癸巳年（公元1593年），与中国近代出版的《星子县志》有时间和地理范围的差异。

## 介绍
据中国清代纪昀等编纂的大型解题目录《钦定四库全书总目提要》卷七十四·史部三十记载:“《南康志》·十二卷（两淮马裕家藏本）
 明田琯撰。大田人，隆庆末进士，官南康府知府。是书成於万历癸巳。门目虽繁，而条贯有序，犹舆记中之不甚猥杂者。”

## 版本
现存有两淮马裕家藏本《南康志》，及：
1. (清)盛元等修《南康府志》[2]。
2. (清)廖文英修 、(清)熊维典纂《南康府志》。其为江西南康府志。全书列封域、建置、赋役、学校、名宦、选举、人物、艺文、外志等十二门九十五目[3][4]。

## 相关典故
1959年毛泽东一到庐山，就叫秘书来庐山图书馆借阅有关庐山的志书。庐山工作人员立即从馆藏宋、元、明、清乃至民国所编的十几种版本庐山志书中，挑选了民国二十二年（公元1933年）吴宗慈编纂的《庐山志十二卷》呈送毛泽东。当毛泽东读到朱熹在南康府（今星子县）上任的第一天，就“下轿伊始问志书”的典故后，兴趣盎然地对工作人员说，我们要以史为鉴，才能把事情办好。